# D’Ambiéz-Kette
Die D’Ambiéz-Kette (italienisch Catena d’Ambiéz) ist eine Untergruppe der Brentagruppe in den Südlichen Kalkalpen. Namensgebend und zugleich höchster Gipfel der Bergkette ist die Cima d’Ambiéz mit 3102 m s.l.m. Die D’Ambiéz-Kette ist die südlichste Untergruppe der Brentagruppe.

## Geographie

### Lage und Abgrenzung
Die Kette liegt im südlichen Bereich der Brentagruppe und ist deren größte und bedeutendste Untergruppe. Sie ist etwa 12 km lang und verläuft fast geradlinig in Nord-Süd-Richtung.
Die D’Ambiéz-Kette grenzt im Norden grenzt an der Scharte Bocca d‘Ambiéz (2871 m) an die Cima Tosa (3136 m) mit dem Tosa-Massiv. Im Osten bildet das Val d’Ambiez die östliche Grenze. Im Süden grenzt die Ausläufer der Kette an die Sarca und an den Banale. Die südliche Grenze bildet zugleich die südliche Grenze der gesamten Brentagruppe. Westlich grenzt es an das Val d’Algone und an die Vallon-Gruppe.

### Aufbau
Die Kette beginnt im Norden an der Cima d‘Ambiéz, der zugleich höchsten und bedeutendsten Erhebung der gesamten Kette. An die Cima d‘Ambiéz reihen sich nacheinander die Cima Bassa d‘Ambiéz (3017 m), die Cima d‘Agola (2959 m), die Cima SUSAT (2890 m), die Cima di Pratofiorito (2900 m), le Tose (2863 m) und der Cimon di Crésole (2855 m) an. Alle zusammen bilden vom Ambiéz-Tal aus gesehen eine durchgehende, kompakte Felsmauer. Die Westseite hat dagegen sanftere Züge und wird von mehreren Karen mit den Resten kleinerer Kargletschern und Firnfeldern aufgelockert, die bis zum Kamm der Kette reichen.
Im südlichen Bereich teilt sich der Hauptkamm auf Höhe der Cima Forcolotta (2504 m) in einen in östlicher und einen in südsüdwestlicher Richtung verlaufenden Kamm auf. Letzterer bildet mit dem Castello dei Camosci (2535 m) eine eigene Gruppe, die an der Sarca-Schlucht ausläuft. Der östliche Kamm endet dagegen abrupt an der 2322 m hohen La Crona und grenzt das Ambiéz-Tal vom südlich des Kammes gelegenen Jon-Tal ab.

### Gipfel
- Cima d’Ambiéz, 3102 m
- Cima Bassa d’Ambiéz, 3017 m
- Cima d’Agola, 2959 m
- Cima di Pratofiorito, 2900 m
- Cima SUSAT, 2890 m
- Torre Lenzi, 2865 m
- Le Tose, 2863 m
- Cimon di Crésole, 2855 m
- Denti d’Ambiéz, 2840 m
- Castello dei Camosci, 2535 m
- I Marúggini, 2511 m
- Cima della Forcolotta, 2504 m
- La Crona, 2322 m

### Geologie
Geologisch gesehen präsentiert sich die D’Ambiéz-Kette uneinheitlich. Während die Cima d’Ambiéz wie das nördlich angrenzende Tosa-Massiv aus Dolomia Principale besteht, setzen sich die südlich angrenzenden Erhebungen der Kette aus verschiedenen Kalkstein-Formationen zusammen.

## Alpinismus
Alpinistisch ist vor allem die Cima d’Ambiéz bedeutend. Auf sie konzentriert sich auch das Interesse der Alpinisten. Die 1880 von zwei englischen Bergsteigern erstmals bestiegene Cima d’Ambiéz bietet zahlreiche klassische Routen verschiedenster Schwierigkeitsgrade. Von alpinistischen Interesse sind in der D’Ambiéz-Kette noch die beiden Erhebungen der Cima d’Agola sowie die Cima di Pratofiorito und die Le Tose. Alpinistisch nicht relevant ist der südliche Bereich der Gruppe. Als Stützpunkte für Begehungen in der D’Ambiéz-Kette bieten sich vor allem die Agostini-Hütte (2405 m) im oberen Ambiéz-Tal, die XII-Apostoli-Hütte (2487 m) im Nordwesten der Gruppe, die Cacciatore-Hütte (1820 m) im Ambiéz-Tal und die Ghedina-Hütte im Algone-Tal an der Westseite der Kette an.